# Basilica of Our Lady of Lanka
La basilica di Our Lady of Lanka è una basilica di culto cattolico presente a Ragama, in località Tewatte ed è l'unica basilica dello Sri Lanka. Fa parte dell'Arcidiocesi di Colombo ed è meta di pellegrinaggio da parte dei cattolici srilankesi e stranieri.